# Lipotactes truncatus
Lipotactes truncatus är en insektsart som beskrevs av Shi, F-m. och R.-l. Li 2009. Lipotactes truncatus ingår i släktet Lipotactes och familjen vårtbitare. Inga underarter finns listade i Catalogue of Life.